# American Dream (album)
Pour les articles homonymes, voir American Dream.
Albums par Crosby, Stills & Nash
Allies
(1983) Live It Up
(1990)
Albums par Neil Young
This Note's for You
(1988) Eldorado
(1989)
American Dream est le deuxième album studio du quatuor Crosby, Stills, Nash and Young. Il est sorti en 1988 sur le label Atlantic Records, près de vingt ans après leur premier disque ensemble, Déjà Vu.

## Fiche technique

### Titres
| No  | Titre                      | Auteur                                     | Durée |
| --- | -------------------------- | ------------------------------------------ | ----- |
| 1.  | American Dream             | Neil Young                                 | 3:15  |
| 2.  | Got It Made                | Stephen Stills, Neil Young                 | 4:36  |
| 3.  | Name of Love               | Neil Young                                 | 4:28  |
| 4.  | Don't Say Goodbye          | Graham Nash, Joe Vitale (en)               | 4:23  |
| 5.  | This Old House             | Neil Young                                 | 4:44  |
| 6.  | Nighttime for the Generals | David Crosby, Craig Doerge (en)            | 4:20  |
| 7.  | Shadowland                 | Rick Ryan, Graham Nash, Joe Vitale         | 4:33  |
| 8.  | Drivin' Thunder            | Stephen Stills, Neil Young                 | 3:12  |
| 9.  | Clear Blue Skies           | Graham Nash                                | 3:05  |
| 10. | That Girl                  | Stephen Stills, Joe Vitale, Bob Glaub (en) | 3:27  |
| 11. | Compass                    | David Crosby                               | 5:19  |
| 12. | Soldiers of Peace          | Graham Nash, Craig Doerge, Joe Vitale      | 3:43  |
| 13. | Feel Your Love             | Neil Young                                 | 4:09  |
| 14. | Night Song                 | Stephen Stills, Neil Young                 | 4:17  |

### Musiciens

#### Crosby, Stills, Nash and Young
- David Crosby : chant (6, 11), guitare acoustique (9, 11), chœurs
- Stephen Stills : chant (2, 8, 10, 14), guitare électrique (3, 4, 6, 8-10, 14), synthétiseur (1, 2), basse synthé (4), guitare solo (6), percussions (8), guitare acoustique (12), claviers (14), basse (14), chœurs
- Graham Nash : chant (4, 7, 9, 12), piano (4), guitare électrique (6), effets sonores (7), claviers (9), chœurs
- Neil Young : chant (1, 3, 5, 8, 13, 14), guitare acoustique (13), guitare électrique (toutes sauf 5 et 13), percussions (3, 13), piano supplémentaire (4), harmonica (11), chœurs

#### Musiciens supplémentaires
- Craig Doerge (en) : piano acoustique (12), piano électrique (6), chœurs (12)
- Mike Finnigan (en) : orgue (6), claviers (12), chœurs (12)
- Brian Bell : synthétiseurs (5)
- Rhett Lawrence : synthétiseurs (12)
- Bob Glaub (en) : basse (1-3, 6, 8, 9, 10, 12)
- Joe Vitale (en) : batterie (1-4, 6, 8, 9, 14), synthétiseurs (4), chœurs (7, 12), percussions (8, 13), claviers (9-12), vibraphone (13)
- Chad Cromwell : batterie (10)
- Joe Lala : percussions (2, 7, 9, 10), batterie (12)
- Niko Bolas, Tim Mulligan, Tim Foster, Brentley Walton : percussions (1)
- The Bluenotes (Larry Cragg, Steve Lawrence, Tommy Bray, Claude Cailliet, John Fumo et Steve Lawrence) : cuivres (10)
- Bill Boydston, Don Gooch, Bill Lazerus : effets sonores (7)
- The Volume Dealers Choir (Kelly Ashmore, Betsy Aubrey, Tom Banghart, Cha Blevins, Niko Bolas, Scott Gordon, R. Mac Holbert, Stanley Johnston, Bill Krause, Debbie Meister, Tim Mulligan, Susan Nash, Jay Parti, Steve Perry, Vince Slaughter, et Paul Williamson) : chœurs (12)

### Équipe de production
- David Crosby, Stephen Stills, Graham Nash, Neil Young, Niko Bolas : production
- Tim Mulligan : producteur assistant
- Gary Long, Tim McCollan, Brentley Walton : ingénieurs du son
- Tom Banghart, Bob Vogt : mixage
- Gary Burden : direction artistique
- Henry Diltz, Aaron Rapoport : photographie
- Delana Bettoli : illustration